# Portada/efemèride abril 14
Rod Steiger
« 13 d'abril · 14 d'abril · 15 d'abril »